# Lidia Kotzebue
Lidia Kotzebue (n. 9 decembrie 1885, Saratov, Imperiul Rus – d. 13 iulie 1944, Moara Domnească, comuna Găneasa, județul Ilfov) a fost o sculptoriță română de origine rusă, cunoscută pentru realizarea Monumentului Eroilor Aerului din București.

## Biografie

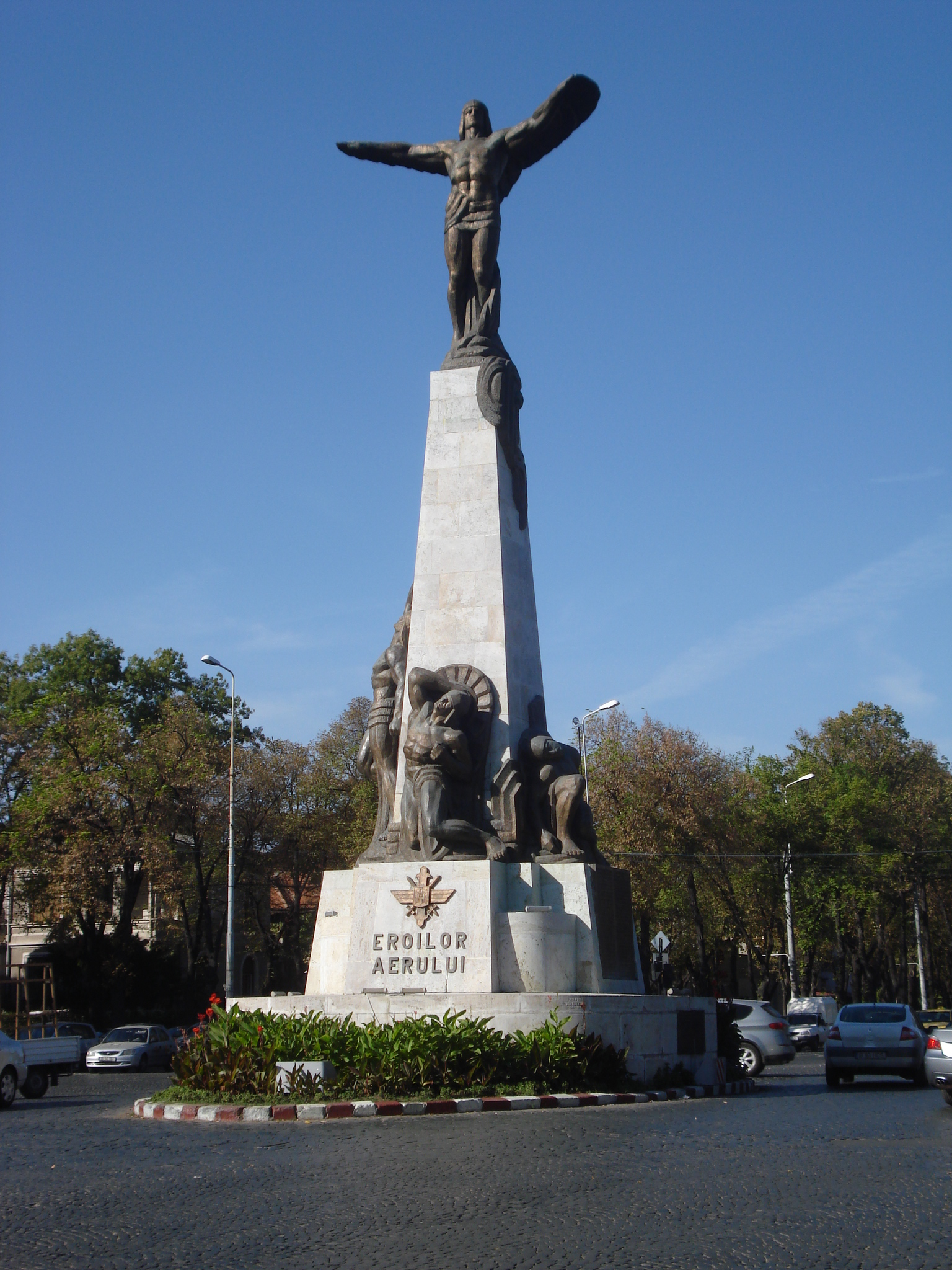
Monumentul Eroilor Aerului

Lidia, fiica lui Nicolae Suhanov, funcționar la primăria orașului, s-a născut în 1885 în orașul Saratov. S-a căsătorit pentru prima oară înainte de Războiul Ruso-Japonez, conflict la care a participat ca infirmieră voluntară la spitale de campanie și a rămas văduvă.
În această perioadă l-a cunoscut pe generalul Pavel Kotzebue, pe care l-a îngrijit pentru rănile suferite în timpul războiului. Mai târziu, după ce generalul a divorțat, s-a căsătorit cu acesta.
În 1914 a absolvit cursurile Academiei de Belle Arte din Moscova, secția sculptură.
Lidia Kotzebue a participat la mai multe ediții ale Salonului Oficial al Ministerului Artelor, prima expoziție personală fiind realizată în 1926.
Este cunoscută, în special, pentru realizarea Monumentului Eroilor Aerului din București împreună cu sculptorul Iosif Fekete.